# Крушев (Венґровський повіт)
Крушев (пол. Kruszew) — село в Польщі, у гміні Коритниця Венґровського повіту Мазовецького воєводства.
Населення — 69 осіб (2011).
У 1975-1998 роках село належало до Седлецького воєводства.

## Демографія
Демографічна структура станом на 31 березня 2011 року:
|          | Загалом | Допрацездатний вік | Працездатний вік | Постпрацездатний вік |
| -------- | ------- | ------------------ | ---------------- | -------------------- |
| Чоловіки | 32      | 4                  | 20               | 8                    |
| Жінки    | 37      | 10                 | 19               | 8                    |
| Разом    | 69      | 14                 | 39               | 16                   |